# Église et couvent des dominicains de Sandomierz
L'église et le couvent des dominicains forment un ensemble architectural historique de la ville de Sandomierz en Pologne. L'église est consacrée à saint Jacques. En effet, le couvent est sur le chemin de Petite-Pologne qui mène à Saint-Jacques-de-Compostelle.
L'église conventuelle constitue aussi un lieu de pèlerinage à Notre Dame du Rosaire. Le rosaire a été institué par saint Dominique, fondateur de l'ordre des frères prêcheurs.
La charte de fondation du couvent a été établie par saint Hyacinthe de Cracovie. Il mourut en martyr. Le couvent est aussi le lieu où le bienheureux Sadoc et ses quarante-huit compagnons dominicains furent massacrés par les Mongols, pendant l'invasion de 1260. Une chapelle construite en 1603-1606 leur est dédiée au couvent.
Le recteur de l'église et prieur du couvent est depuis 2008 le P. Wojciech Krok OP.

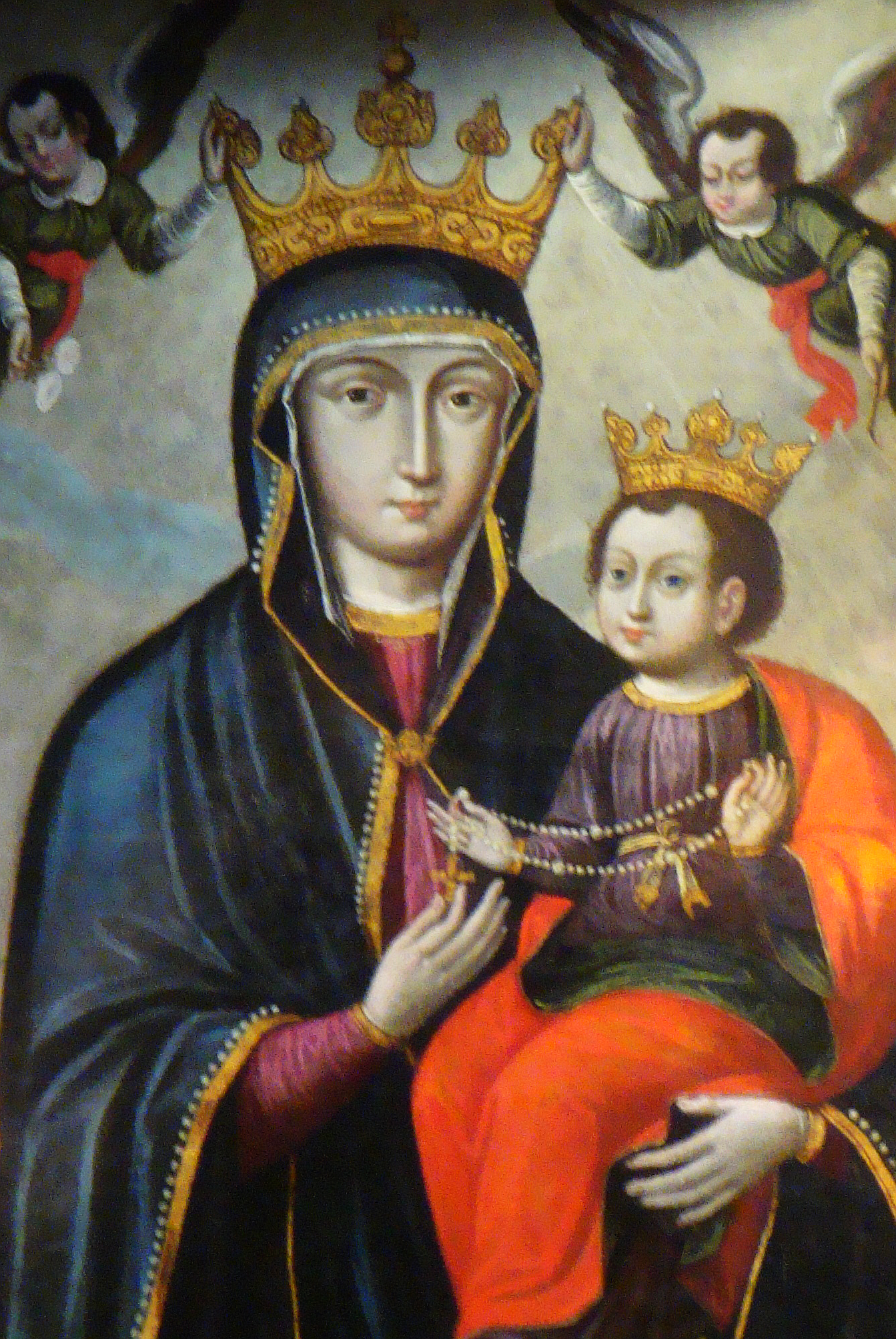
Image de Notre-Dame du Rosaire

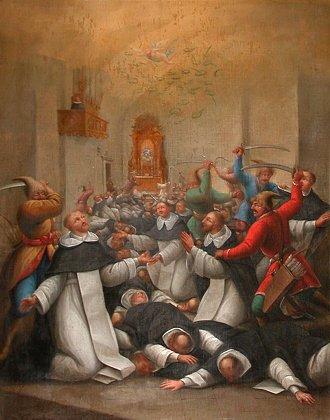
Le bienheureux Sadoc et ses compagnons dominicains